# دانشگاه کاستاریکا
دانشگاه کاستاریکا (اسپانیایی: Universidad de Costa Rica، به اختصار UCR) دانشگاه دولتی در جمهوری کاستاریکا، آمریکای مرکزی است. محوطه اصلی آن، در سان پدرو، در استان سان خوزه واقع شده‌است. این دانشگاه قدیمی‌ترین و معتبرترین مؤسسه آموزش عالی در کاستاریکا است که در سال ۱۸۴۳ تأسیس شد. همچنین مهم‌ترین دانشگاه تحقیقاتی در کشور و آمریکای مرکزی است. حدود ۴۵۰۰۰ دانشجو در سراسر سال در UCR شرکت می‌کنند. در رده‌بندی وب‌سنجی، دره ۵۰۱ در سراسر جهان و در دره در آمریکای لاتین را داراست.

## رتبه‌بندی

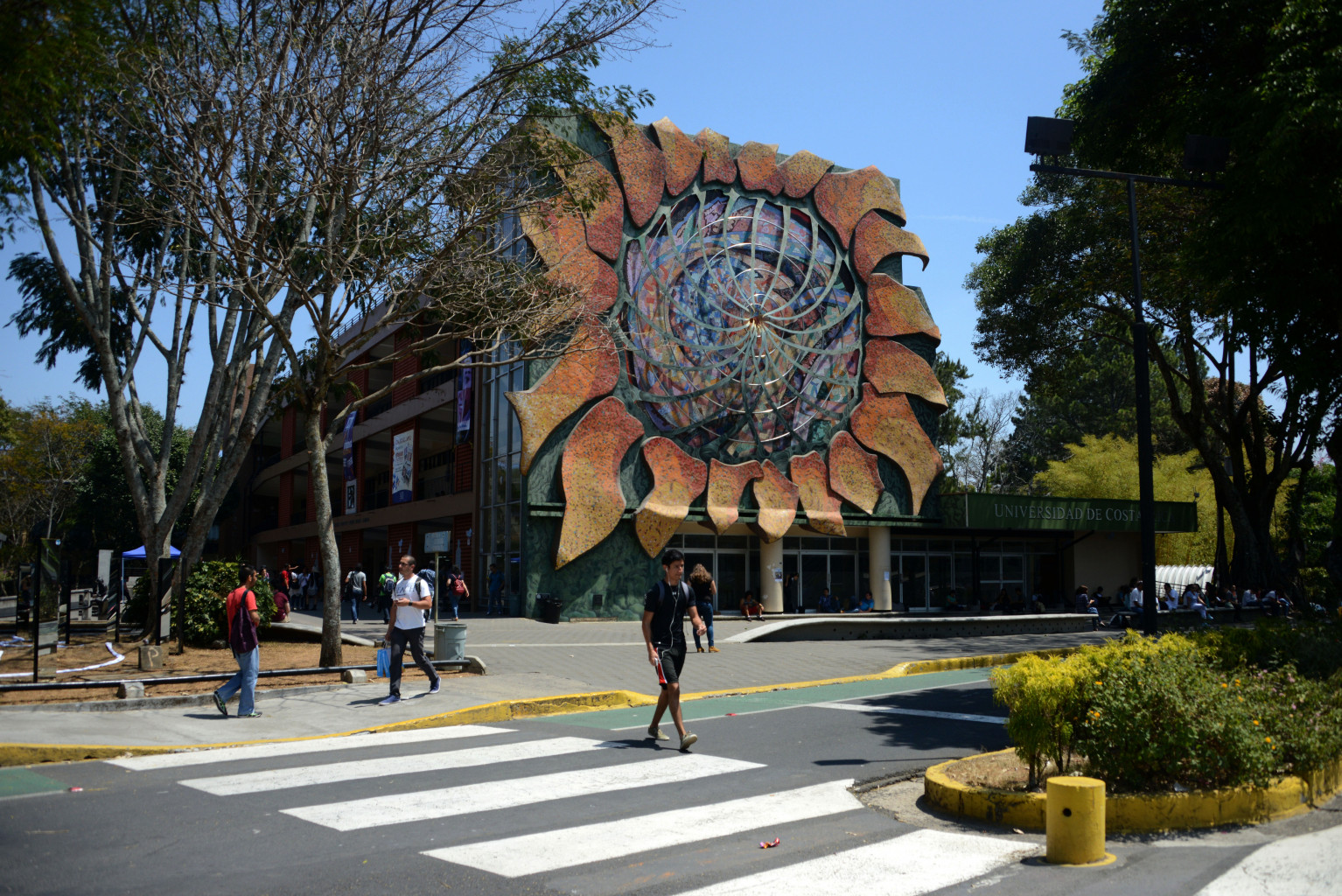
نقاشی دیواری معروف آفتابگردان در ساختمان دانشکده مطالعات عمومی در دانشگاه سیتی رودریگو فاسیو.

بر اساس رتبه‌بندی دانشگاه‌های جهان در آموزش عالی توسط موسسهٔ تایمز در سال ۲۰۲۲، دانشگاه کاستاریکا در رتبه ۶۰۰–۵۰۱ دانشگاه برتر جهان قرار دارد و براساس نظامِ رتبه‌بندی QS در سال ۲۰۲۲، این دانشگاه در رتبه ۵۴۰–۵۳۱ دانشگاه برتر دنیا قرار دارد و اولین دانشگاه برتر کاستاریکا می‌باشد.

## پردیس‌ها و شعب محلی
ساختمان کالج علوم اجتماعی در شهر تحقیقاتی (سن پدرو، سن خوزه)
پردیس اصلی در محوطه‌ای به مساحت ۱۰۰ هکتار (۲۵۰ هکتار) در سن پدرو، سن خوزه (پردیس رودریگو فاسیو) واقع شده‌است. سایر پردیس‌های منطقه‌ای در سراسر کشور برای دسترسی به روستاییان کاستاریکا واقع شده‌اند. پردیس‌های منطقه عبارتند از:
- پردیس غربی (در شهر سن رامون، استان آلاخوئلا): شامل یک شعبه محلی در تاکارس، یونان است.
- پردیس آتلانتیک (در شهر توریلبا، استان کارتاگو): شامل یک شعبه محلی در پردیس کارتاگو و یکی دیگر در گواپیلز، لیمون است.
- پردیس گواناکاسته (در شهر لیبریا، استان گواناکاسته): شامل یک شعبه محلی در سانتا کروز است.
- پردیس لیمون (در شهر پورت لیمون، لیمون).
- پردیس اقیانوس آرام (در شهر پونتارناس، استان پونتارناس).
- پردیس گلفیتو (ساحل جنوبی اقیانوس آرام) (در شهر گلفیتو، استان پونتارناس).
- پردیس اصلی در سن پدرو، علاوه بر میزبانی دانشکده پزشکی و برنامه‌های تحصیلات تکمیلی، متنوع‌ترین برنامه درسی را در میان سایر پردیس‌ها ارائه می‌دهد.